# Parcoul-Chenaud
Parcoul-Chenaud est une commune française située dans le département de la Dordogne, en région Nouvelle-Aquitaine. Elle a été créée le 1er janvier 2016 sous le statut de commune nouvelle et regroupe les anciennes communes de Chenaud et Parcoul.

## Géographie

### Généralités
La commune nouvelle regroupe les communes de Chenaud et Parcoul, qui deviennent des communes déléguées, le 1er janvier 2016. Son chef-lieu se situe à Parcoul.
| Carte des communes constitutives de Parcoul-Chenaud |

### Communes limitrophes
Parcoul-Chenaud est limitrophe de sept autres communes, dont quatre dans le département de la Charente et une en Charente-Maritime. Au nord-est, le territoire communal est distant d'une centaine de mètres de la commune charentaise de Bonnes.
| Bazac (Charente)                  | Saint-Quentin-de-Chalais (Charente) | Les Essards (Charente) |
| Médillac (Charente)               | Parcoul-Chenaud                     | Saint Aulaye-Puymangou |
| Saint-Aigulin (Charente-Maritime) | La Roche-Chalais                    |                        |

### Géologie et relief

#### Géologie
Situé sur la plaque nord du Bassin aquitain et bordé à son extrémité nord-est par une frange du Massif central, le département de la Dordogne présente une grande diversité géologique. Les terrains sont disposés en profondeur en strates régulières, témoins d'une sédimentation sur cette ancienne plate-forme marine. Le département peut ainsi être découpé sur le plan géologique en quatre gradins différenciés selon leur âge géologique. Parcoul-Chenaud est située dans le quatrième gradin à partir du nord-est, un plateau formé de dépôts siliceux-gréseux et de calcaires lacustres de l'ère tertiaire.
Les couches affleurantes sur le territoire communal sont constituées de formations superficielles du Quaternaire et de roches sédimentaires datant pour certaines du Cénozoïque, et pour d'autres du Mésozoïque. La formation la plus ancienne, notée c5d, date du Campanien 4, des calcaires crayo-marneux grisâtres et des calcaires graveleux bioclastiques à orbitoides. La formation la plus récente, notée CFp, fait partie des formations superficielles de type colluvions indifférenciées de versant, de vallon et plateaux issues d'alluvions, molasses, altérites. Le descriptif de ces couches est détaillé dans  les feuilles « no 757 - Ribérac » et « no 781 - Montpon-Ménestérol » de la carte géologique au 1/50 000 de la France métropolitaine, et leurs notices associées,.

Carte géologique de Parcoul-Chenaud.

#### Relief et paysages
Le département de la Dordogne se présente comme un vaste plateau incliné du nord-est (491 m, à la forêt de Vieillecour dans le Nontronnais, à Saint-Pierre-de-Frugie) au sud-ouest (2 m à Lamothe-Montravel). L'altitude du territoire communal varie quant à elle entre 22 mètres et 113 mètres.
Dans le cadre de la Convention européenne du paysage entrée en vigueur en France le 1er juillet 2006, renforcée par la loi du 8 août 2016 pour la reconquête de la biodiversité, de la nature et des paysages, un atlas des paysages de la Dordogne a été élaboré sous maîtrise d’ouvrage de l’État et publié en octobre 2020. Les paysages du département s'organisent en huit unités paysagères,. La commune fait partie de la Double, au sein de l'unité de paysage « La Double et le Landais », deux plateaux ondulés, dont la pente générale descend de l'est vers l'ouest. À l'est, les altitudes atteignent ainsi les 200 m pour les plus élevées (233 m au sud de Tocane-Saint-Apre). Vers l'ouest, le relief s’adoucit et les altitudes maximales culminent autour des 100 mètres. Les paysages sont forestiers aux horizons limités, avec peu de repères, ponctués de clairières agricoles habitées.
La superficie cadastrale de la commune publiée par l'Insee, qui sert de référence dans toutes les statistiques, est de 26,75 km2,.

### Hydrographie

#### Réseau hydrographique

Réseaux hydrographique et routier de Parcoul-Chenaud.

La commune est située dans le bassin de la Dordogne au sein du Bassin Adour-Garonne. Elle est drainée par la Dronne, le Ribouloir, le Ponty, le riou Basset, le Léonard, le riou des Barges, le riou Nègre, le ruisseau des Nauves, le Bourlou et divers petits cours d'eau, qui constituent un réseau hydrographique de 54 km de longueur totale,,.
La Dronne, d'une longueur totale de 200,56 km, prend sa source dans la Haute-Vienne dans la commune de Bussière-Galant et se jette en rive droite de l'Isle — dont elle est le principal affluent — à Coutras en Gironde, au lieu-dit la Fourchée, face à la commune de Sablons,. Elle borde intégralement le territoire communal au nord et à l'ouest sur treize kilomètres et demi, face à cinq communes : Les Essards, Saint-Quentin-de-Chalais, Bazac et Médillac en Charente, et Saint-Aigulin en Charente-Maritime.
Six affluents de rive gauche de la Dronne baignent le territoire communal. D’amont vers l’aval :
- le Ribouloir sur près de deux kilomètres, bordant la commune à l'est face à Saint Aulaye-Puymangou ;
- le Ponty sur plus de trois kilomètres et demi ;
- le riou Basset sur trois kilomètres ;
- le Léonard sur deux kilomètres ;
- le riou des Barges sur quatre kilomètres dont un en limite de Saint Aulaye-Puymangou ;
- le riou Nègre borde la commune au sud-ouest sur plus de six kilomètres, face à La Roche-Chalais.

Affluent de rive gauche du Ribouloir, le Bourliou, marque la limite territoriale au nord-est sur plus d'un kilomètre, face à Saint Aulaye-Puymangou.
Affluent de rive droite du riou Nègre, le ruisseau des Nauves arrose le sud-est de la commune sur un kilomètre et demi.

#### Gestion et qualité des eaux
Le territoire communal est couvert par le schéma d'aménagement et de gestion des eaux (SAGE) « Isle - Dronne ». Ce document de planification, dont le territoire regroupe les bassins versants de l'Isle et de la Dronne, d'une superficie de 7 500 km2, a été approuvé le 2 août 2021. La structure porteuse de l'élaboration et de la mise en œuvre est l'établissement public territorial de bassin de la Dordogne (EPIDOR). Il définit sur son territoire les objectifs généraux d’utilisation, de mise en valeur et de protection quantitative et qualitative des ressources en eau superficielle et souterraine, en respect des objectifs de qualité définis dans le troisième SDAGE  du Bassin Adour-Garonne qui couvre la période 2022-2027, approuvé le 10 mars 2022.
La qualité des eaux de baignade et des cours d’eau peut être consultée sur un site dédié géré par les agences de l’eau et l’Agence française pour la biodiversité.

### Climat
Pour des articles plus généraux, voir Climat de la Nouvelle-Aquitaine et Climat de la Dordogne.
Historiquement, la commune est exposée à un climat océanique aquitain.  
En 2020, Météo-France publie une typologie des climats de la France métropolitaine dans laquelle la commune est exposée à un climat océanique et est dans la région climatique Aquitaine, Gascogne, caractérisée par une pluviométrie abondante au printemps, modérée en automne, un faible ensoleillement au printemps, un été chaud (19,5 °C), des vents faibles, des brouillards fréquents en automne et en hiver et des orages fréquents en été (15 à 20 jours).
Pour la période 1971-2000, la température annuelle moyenne est de 12,7 °C, avec  une amplitude thermique annuelle de 14,6 °C. Le cumul annuel moyen de précipitations est de 845 mm, avec 11,5 jours de précipitations en janvier et 6,8 jours en juillet. Pour la période 1991-2020, la température moyenne annuelle observée sur la station météorologique la plus proche, située sur la commune de Saint Aulaye-Puymangou à 8 km à vol d'oiseau, est de 13,0 °C et le cumul annuel moyen de précipitations est de 854,8 mm,. Pour l'avenir, les paramètres climatiques de la commune estimés pour 2050 selon différents scénarios d’émission de gaz à effet de serre sont consultables sur un site dédié publié par Météo-France en novembre 2022.

## Urbanisme

### Typologie
Au 1er janvier 2024, Parcoul-Chenaud est catégorisée commune rurale à habitat dispersé, selon la nouvelle grille communale de densité à 7 niveaux définie par l'Insee en 2022.
Elle est située hors unité urbaine et hors attraction des villes,.

### Villages, hameaux et lieux-dits
Outre les bourgs de Chenaud et de Parcoul proprement dits, le territoire se compose d'autres villages ou hameaux, ainsi que de lieux-dits détaillés sur cet article et celui-ci.

### Prévention des risques
Le territoire de la commune de Parcoul-Chenaud est vulnérable à différents aléas naturels : météorologiques (tempête, orage, neige, grand froid, canicule ou sécheresse), inondations, feux de forêts, mouvements de terrains et séisme (sismicité faible). Un site publié par le BRGM permet d'évaluer simplement et rapidement les risques d'un bien localisé soit par son adresse soit par le numéro de sa parcelle.
Certaines parties du territoire communal sont susceptibles d’être affectées par le risque d’inondation par débordement de cours d'eau, notamment la Dronne et la Tude. La commune a été reconnue en état de catastrophe naturelle au titre des dommages causés par les inondations et coulées de boue survenues en 1982, 1983, 1986, 1992, 1993, 1999 et 2021,.
Parcoul-Chenaud est exposée au risque de feu de forêt. L’arrêté préfectoral du 14 mars 2013 fixe les conditions de pratique des incinérations et de brûlage dans un objectif de réduire le risque de départs d’incendie. À ce titre, des périodes sont déterminées : interdiction totale du 15 février au 15 mai et du 15 juin au 15 octobre, utilisation réglementée du 16 mai au 14 juin et du 16 octobre au 14 février. En septembre 2020, un plan inter-départemental de protection des forêts contre les incendies (PidPFCI) a été adopté pour la période 2019-2029,.

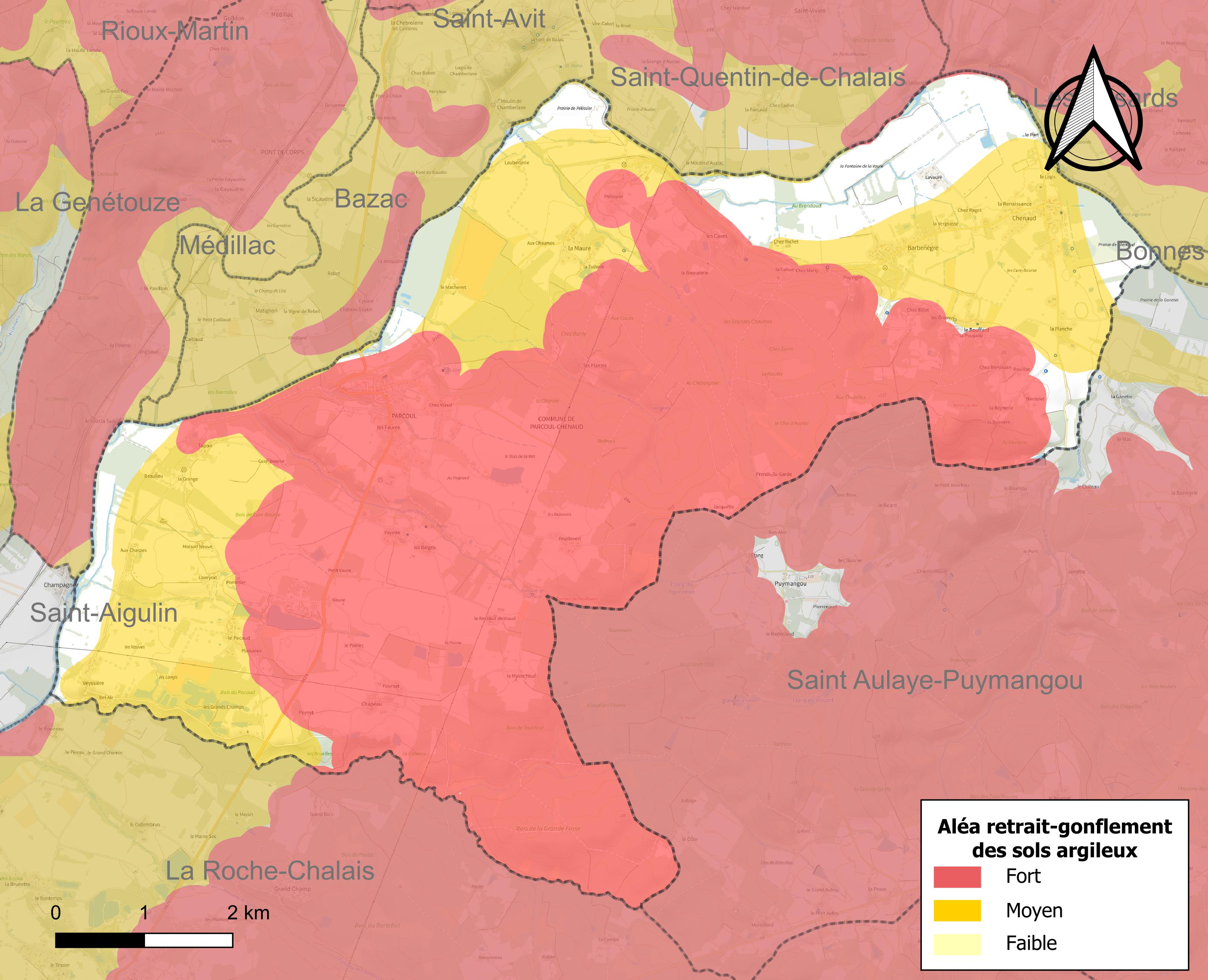
Carte des zones d'aléa retrait-gonflement des sols argileux de Parcoul-Chenaud.

Les mouvements de terrains susceptibles de se produire sur la commune sont des tassements différentiels. Le retrait-gonflement des sols argileux est susceptible d'engendrer des dommages importants aux bâtiments en cas d’alternance de périodes de sécheresse et de pluie. 88 % de la superficie communale est en aléa moyen ou fort (58,6 % au niveau départemental et 48,5 % au niveau national métropolitain). Depuis le 1er octobre 2020, en application de la loi ÉLAN, différentes contraintes s'imposent aux vendeurs, maîtres d'ouvrages ou constructeurs de biens situés dans une zone classée en aléa moyen ou fort,.
La commune a été reconnue en état de catastrophe naturelle au titre des dommages causés par la sécheresse en 1992, 1995, 2003 et 2011 et par des mouvements de terrain en 1999.

## Histoire
La création de la nouvelle commune, entérinée par l'arrêté du 14 décembre 2015, est effective le 1er janvier 2016, entraînant la transformation des deux anciennes communes, Chenaud et Parcoul, en communes déléguées.

## Politique et administration

### Rattachements administratifs et électoraux
La commune de Parcoul-Chenaud dépend de l'arrondissement de Périgueux.
Sur le plan électoral, elle dépend du canton de Montpon-Ménestérol et de la 3e circonscription législative.

### Intercommunalité
À sa création en 2016, elle fait partie de la communauté de communes du Pays de Saint-Aulaye.

### Communes fondatrices
| Nom             | Code Insee | Intercommunalité           | Superficie (km2) | Population (dernière pop. légale) | Densité (hab./km2) |
| --------------- | ---------- | -------------------------- | ---------------- | --------------------------------- | ------------------ |
| Parcoul (siège) | 24316      | CC du Pays de Saint Aulaye | 14,17            | 422 (2015)                        | 30                 |
| Chenaud         | 24118      | CC du Pays de Saint Aulaye | 12,58            | 325 (2015)                        | 26                 |

### Administration municipale
Pendant une période courant jusqu'au prochain renouvellement des conseils municipaux (prévu en 2020), le conseil municipal de la nouvelle commune est constitué de l'ensemble des conseillers municipaux des deux anciennes communes (onze pour Parcoul et onze pour Chenaud, soit un total de vingt-deux). Le maire de la nouvelle commune est élu début 2016. Les maires des deux anciennes communes deviennent maires délégués.
La population de la commune étant comprise entre 500 et 1 499 habitants au recensement de 2017, quinze conseillers municipaux auraient dû être élus en 2020. Cependant, s'agissant du premier renouvellement du conseil municipal d'une commune nouvelle, le nombre de conseillers élus est celui de la strate supérieure, soit dix-neuf.

### Liste des maires
| Période                                  | Période  | Identité              | Étiquette | Qualité             |
| ---------------------------------------- | -------- | --------------------- | --------- | ------------------- |
| Les données manquantes sont à compléter. |          |                       |           |                     |
| janvier 2016 (réélu en mai 2020)         | En cours | Jean-Jacques Gendreau | DVG       | Exploitant agricole |

## Équipements et services publics

### Justice
Dans le domaine judiciaire, Parcoul-Chenaud relève : 
- du tribunal judiciaire, du tribunal pour enfants, du conseil de prud'hommes et du tribunal de commerce de Périgueux ;
- du pôle Nationalité du tribunal judiciaire de Périgueux (compétent uniquement dans le domaine de la nationalité) ;
- de la cour d'appel, du tribunal administratif et de la cour administrative d'appel de Bordeaux.

## Population et société

### Démographie
L'évolution du nombre d'habitants est connue à travers les recensements de la population effectués dans la commune depuis sa création.

En 2022, la commune comptait 809 habitants, en évolution de +8,45 % par rapport à 2016 (Dordogne : +0,37 %, France hors Mayotte : +2,11 %).
| 2016 | 2017 | 2018 | 2019 | 2022 |
| ---- | ---- | ---- | ---- | ---- |
| 746  | 775  | 782  | 789  | 809  |

### Manifestations culturelles et festivités
Fête du village de Parcoul sur trois jours au mois d'août.

### Sports
Association sportive Parcoul-Chenaud (ASPC), club de football.

## Économie

### Emploi
En 2016, parmi la population communale comprise entre 15 et 64 ans, les actifs représentaient 309 personnes, soit 41,4 % de la population municipale. Il y avait quarante-quatre chômeurs et le taux de chômage de la population active s'établissait à 14,2 %.

### Établissements
Au 31 décembre 2015, la commune comptait 80 établissements, dont quarante-trois au niveau des commerces, transports ou services, seize dans la construction, douze dans l'agriculture, la sylviculture ou la pêche, cinq relatifs au secteur administratif, à l'enseignement, à la santé ou à l'action sociale, et quatre dans l'industrie.

## Culture locale et patrimoine
- Église Saint-Pierre-et-Saint-Paul de Chenaud

## Pour approfondir